# Hydrogen (software)
Hydrogen è una drum machine avanzata creata da Alessandro Cominu (Comix), un programmatore italiano. Il suo scopo è rendere disponibile la programmazione professionale di pattern di batteria in maniera semplice e intuitiva.
Hydrogen era all'inizio solo un progetto per Linux, ma in seguito venne portato anche su Microsoft Windows e macOS.
L'interfaccia grafica è stata sviluppata usando le librerie Qt, ed è distribuito sotto licenza GNU General Public License: è pertanto un free software.

## Caratteristiche
- Pattern-based sequencer, con numero di pattern illimitato e possibilità di concatenare pattern in una canzone.
- Fino a 64 ticks (colpi) per pattern, con un livello per strumento e lunghezza dei pattern variabile.
- 32 tracce strumenti con possibilità di volume, mute, solo e pan.
- Supporto multi-layer per dinamica dello strumento (fino a 16 campioni per ogni strumento).
- Import/export in formato interno e MIDI.
- Funzioni "human velocity", "human time", pitch e swing.
- Suona contemporaneamente più pattern.